# Megachile grisescens
Megachile grisescens är en biart som beskrevs av Morawitz 1875. Megachile grisescens ingår i släktet tapetserarbin, och familjen buksamlarbin. Inga underarter finns listade i Catalogue of Life.